# 八十五角形

正八十五角形

八十五角形（はちじゅうごかくけい、はちじゅうごかっけい、octacontapentagon）は、多角形の一つで、85本の辺と85個の頂点を持つ図形である。内角の和は14940°、対角線の本数は3485本である。

## 正八十五角形
正八十五角形においては、中心角と外角は4.235…°で、内角は175.764…°となる。一辺の長さが a の正八十五角形の面積 S は
{\displaystyle S={\frac {85}{4}}a^{2}\cot {\frac {\pi }{85}}\simeq 574.68541a^{2}}
{\displaystyle \cos(2\pi /85)}を有理数と平方根で表すことが可能である。
{\displaystyle {\begin{aligned}\cos {\frac {2\pi }{85}}=&\cos \left({\frac {\pi }{5}}-{\frac {3\pi }{17}}\right)\\=&\cos {\frac {\pi }{5}}\cos {\frac {3\pi }{17}}+\sin {\frac {\pi }{5}}\sin {\frac {3\pi }{17}}\\=&{\frac {{\sqrt {5}}+1}{4}}\cos {\frac {3\pi }{17}}+{\frac {1}{4}}{\sqrt {10-2{\sqrt {3}}}}\sin {\frac {3\pi }{17}}\\=&{\frac {{\sqrt {5}}+1}{4}}\cdot {\frac {1}{16}}\left(+1+{\sqrt {17}}+{\sqrt {34+{\sqrt {68}}}}+{\sqrt {68-{\sqrt {2448}}-{\sqrt {2720-{\sqrt {6284288}}}}}}\right)\\&+{\frac {1}{4}}{\sqrt {10-2{\sqrt {5}}}}\cdot {\frac {1}{8}}\left({\sqrt {34+{\sqrt {68}}-{\sqrt {136+{\sqrt {1088}}}}-{\sqrt {272-{\sqrt {39168}}+{\sqrt {43520-{\sqrt {1608777728}}}}}}}}\right)\end{aligned}}}

### 正八十五角形の作図
正八十五角形は定規とコンパスによる作図が可能な図形の一つである。
正八十五角形がコンパスと定規で作図できることは1796年にカール・フリードリヒ・ガウスが正十七角形がコンパスと定規で作図できることを発見したと同時に証明されたことになる。これは任意の三角関数において、その変数としての角が 2π/85 radのとき、関数の値が有理数と平方根の組み合わせのみで表現できることを意味する。

正八十五角形の作図